# إيكويا ساواكي
إيكويا ساواكي (沢木郁也 ساواكي إيكويا) هو مؤدي أصوات ياباني ولد في 25 أغسطس 1951 في كاشيوا، تشيبا.

## أدواره في الأنمي

### مسلسلات أنمي تلفزيونية
- داركر ذان بلاك -المقاول الأسود- - ماو
- داركر ذان بلاك -جوزاء النيزك- - ماو
- ناروتو شيبودن - هانزو ذو السمندل
- ترن أ جاندام - لادارام كون
- نادي مضيفي ثانوية أوران - والد رينغي هوشاكوجي
- سول إيتر - هولمز
- شيغوروي - أونو تادآكي
- هزيم الرعد - الراوي
- نزيل الظلام - ساغاتاناس
- فل ميتال بانيك! - شينتارو كازاما
- جنود السايبورغ - دكتور غايا
- شعلة ريكا - غاشاكورا
- البدلة المتنقلة جاندام إيج - هندريك بروزر
- عاصفة زيتسوين - نائب رئيس الوزراء
- لوست يونيفرس - قبطان سفينة ليلينتال
- ما وراء الحدود - جد أسرة ناسي
- ون بيس - الأدميرال فوجيتورا
- كوبرا ذي أنيميشن - ليو
- إيوريكا سفن AO - ستانلي فراي

### أنمي الإنترنت
- نينجا سلاير فروم أنيميشن - سوغاوارانو توميهيدي

### أوفا أنمي
- كاشان - الراوي

## أدواره في ألعاب الفيديو
- كينجدوم هارتس 2 - إم سي بي
- ناروتو شيبودن: ألتيميت نينجا ستورم ريفولوشن - هانزو ذو السمندل

## أدواره في الدبلجة اليابانية
- الرجل النملة - ميتشل كارسون

## وصلات خارجية
- إيكويا ساواكي على موقع IMDb (الإنجليزية)
- إيكويا ساواكي على موقع ألو سيني (الفرنسية)
- إيكويا ساواكي على موقع ميوزك برينز (الإنجليزية)
- إيكويا ساواكي على موقع قاعدة بيانات الفيلم (الإنجليزية)
- إيكويا ساواكي على موقع كينوبويسك (الروسية)
- إيكويا ساواكي على موقع ANN person (الإنجليزية)

- صفحة IMDb